# Tirupathur (Vellore)
Tirupathur è una suddivisione dell'India, classificata come municipality, di 60.803 abitanti, situata nel distretto di Vellore, nello stato federato del Tamil Nadu. In base al numero di abitanti la città rientra nella classe II (da 50.000 a 99.999 persone).

## Geografia fisica
La città è situata a 12° 29' 54 N e 78° 33' 37 E.

## Società

### Evoluzione demografica
Al censimento del 2001 la popolazione di Tirupathur assommava a 60.803 persone, delle quali 30.940 maschi e 29.863 femmine. I bambini di età inferiore o uguale ai sei anni assommavano a 6.953, dei quali 3.605 maschi e 3.348 femmine. Infine, coloro che erano in grado di saper almeno leggere e scrivere erano 44.525, dei quali 24.377 maschi e 20.148 femmine.